# Région 5 (Territoires du Nord-Ouest)
Pour les articles homonymes, voir région 5.
La région 5 est une division de recensement (en) canadienne des Territoires du Nord-Ouest.